# Bast Tholus
Bast Tholus is een heuvel op de planeet Venus. Bast Tholus werd in 1985 genoemd naar Bastet, godin van de vruchtbaarheid in de Egyptische mythologie.
De heuvel heeft een diameter van 83 kilometer en bevindt zich in het quadrangle Atalanta Planitia (V-4).